# Michał Sobieraj
Michał Sobieraj (ur. 9 września 1981 r.) – polski szpadzista, srebrny medalista z mistrzostw Europy z 2002 r. w drużynie. Zawodnik AZS-AWF Kraków.